# Renato Corti
Renato Corti (Galbiate, 1 maart 1936 – Rho (Lombardije), 12 mei 2020) was een Italiaans geestelijke en een kardinaal van de Rooms-Katholieke Kerk.
Corti werd op 19 mei 1962 priester gewijd. Vervolgens verrichtte hij pastorale werkzaamheden in het aartsbisdom Milaan. Op 30 april 1981 werd hij benoemd tot hulpbisschop van Milaan en tot titulair bisschop van Zallata; zijn bisschopswijding vond plaats op 6 juni 1981. Op 19 december 1990 volgde zijn benoeming tot bisschop van Novara. Van 1995 tot 2005 was hij vicevoorzitter van de Italiaanse bisschoppenconferentie.
Corti ging op 24 november 2011 met emeritaat.
Corti werd tijdens het consistorie van 19 november 2016 kardinaal gecreëerd. Hij kreeg de rang van kardinaal-priester. Zijn titelkerk werd de San Giovanni a Porta Latina.
- Biblioteca Nacional de España: XX1735939
- Gemeinsame Normdatei: 129303852
- International Standard Name Identifier: 0000 0001 1053 9024
- Library of Congress Control Number: no2002026746
- Nationale Bibliotheek van Polen: a0000001753363
- Istituto Centrale per il Catalogo Unico: CFIV053442
- Système universitaire de documentation: 139474463
- Virtual International Authority File: 35531528
- WorldCat: E39PBJkxMvGWcXGQM4QBqFptrq